# Wolfgang Czeipek
Wolfgang Czeipek (* 24. April 1941 in Wien) ist ein österreichischer Dirigent und Musikpädagoge.

## Leben
Czeipek studierte Musikwissenschaft, Komposition und Dirigieren, war ab 1967 als Kapellmeister, Korrepetitor und musikalischer Direktor an mehreren Bühnen in Österreich und der Schweiz engagiert und absolvierte Gastdirigate unter anderem am Gran Teatre del Liceu in Barcelona, am Staatstheater am Gärtnerplatz in München und am Raimundtheater in Wien. Im Jahre 1974 ließ er sich in Klagenfurt nieder, wo er bis 1983 als 1. Kapellmeister und Studienleiter am Stadttheater Klagenfurt tätig war.
Im Jahre 1984 erhielt er einen Lehrauftrag am Kärntner Landeskonservatorium und übernahm im Jahre 1986 die Leitung der Kärntner Sektion der Musikalischen Jugend Österreichs. Er gründete die „Camerata Carinthia“, das „Kammerensemble Gustav Mahler Klagenfurt“ und das „Jeunesse-Orchester Klagenfurt“.
Czeipek ist Mitglied in diversen Jurys bei internationalen Wettbewerben und seit 2001 regelmäßig am Tschaikowsky–Konservatorium in Moskau als Gastdozent tätig. Gastdirigate führten ihn nach Italien, Portugal, Ungarn, Bulgarien, Slowenien, Russland, Deutschland, Südkorea, Kasachstan,  Litauen, in die Türkei und die Volksrepublik China. Er leitete die Philharmonie Wolgograd im Jahre 1994 bei der ersten offiziellen Aufführung der Kindertotenlieder von Gustav Mahler und brachte mit den Budapester Symphonikern alle instrumentalen Symphonien Gustav Mahlers in Budapest und Klagenfurt zur Aufführung.

## Auszeichnungen
- 15. Dez. 2011: Verleihung des Berufstitels „Professor“[2]
- 2016: Großes Goldenes Ehrenzeichen des Landes Kärnten
- 2022: Österreichisches Ehrenkreuz für Kunst 1. Klasse[3]